# Брензович, Василий Иванович
Василий Иванович Брензович (укр. Василь Іванович Брензович, венг. Brenzovics László; род. 25 апреля 1964, Запсонь) — украинский политик венгерского происхождения. Глава Партии венгров Украины. Народный депутат Украины VIII созыва (2015—2019).
Председатель Общества венгерской культуры Закарпатья, председатель Благотворительного фонда Закарпатского венгерского педагогического института, председатель Благотворительного фонда «ГЕНИУС».

## Биография
Родился 25 апреля 1964 года в селе Заставное Закарпатской области. В 1986 году окончил исторический факультет Ужгородского государственного университета. После окончания университета стал работать школьным учителем в родном селе.
В 1993 году стал заведующий литературным отделом Береговского венгерского национального театра им. Д. Иеша. Являлся депутатом Береговского районного совета.
Спустя пять лет, в 1998 году, перешёл на работу в Закарпатский венгерский педагогический институт в качестве преподавателя. В этом же году впервые был избран депутатом в Закарпатский областной совет как самовыдвиженец. Спустя четыре года вновь попал в облсовет.
В 2003 году окончил докторантуру в Будапештском университете, где получил степень доктора философии.
В 2006 году прошёл в областной совет Закарпатья от Партии венгров Украины, где стал заместителем председателя облсовета.
В 2008 году в Ужгородском государственном университете получил степень кандидата исторических наук.
С 2011 по 2014 год являлся председателем комиссии по вопросам бюджета Закарпатской областного совета. В 2014 году стал заместителем председателя Закарпатского облсовета.
На парламентских выборах в ноябре 2014 года был избран в парламент Украины по спискам партии «Блок Петра Порошенко» под номером 62.
В марте 2019 года ходе президентских выборов Брензович подал судебный иск против Центральной избирательной комиссии Украины за отказ создать Притисянский избирательный округ с компактно проживающими венграми. Данная идея также была раскритикована главой Закарпатской ОГА Игорем Бондаренко.
Накануне выборов в парламент в июле 2019 года Общество венгерской культуры Закарпатья, главой которой является Брензович, пыталась договориться о выдвижение кандидатов совместно с партиями «Слуга народа» и «Оппозиционной платформой — За жизнь», однако соглашение заключено не было и все кандидаты от данной организации пошли на выборы в качестве самовыдвиженцев. Сам Брензович баллотировался по мажоритарному округу № 73 (центр — Берегово). На его округе был зарегистрирован кандидат-двойник — Брензович Василий Иванович 1977 года рождения. За неделю до выборов Брензович встречался с премьер-министров Венгрии Виктором Орбаном, что вызвало обеспокоенность МИДа Украины. В итоге Брензович набрал 26 % (16 тысяч голосов) и уступил другому самовыдвиженцу Владиславу Поляку.

## Награды
- Орден «За заслуги» III степени (22 июня 2007) — За весомый личный вклад в развитие конституционных основ украинской государственности, многолетний добросовестный труд, высокий профессионализм и по случаю Дня Конституции Украины[15]

## Личная жизнь
Супруга — Елизавета Юльевна Шепелла-Брензович. Двое сыновей — Ласло и Арон-Даниэл.
В ноябре 2017 года скончалась младшая сестра Василия Брензовича — Марианна, работавшая преподавателем кафедры венгерского языка и литературы Закарпатского венгерского института им. Ференца Ракоци II в Берегове.